# Maximilian Kerschner
Maximilian Kerschner (* 8. Jänner 2004 in Scheibbs) ist ein österreichischer Fußballspieler.

## Karriere
Kerschner begann seine Karriere beim USV Kirnberg. Im Jänner 2014 wechselte er zum UFC Texingtal, ehe er zur Saison 2014/15 wieder nach Kirnberg zurückkehrte. Zur Saison 2018/19 wechselte er in die Akademie der Kapfenberger SV. Bei den Kapfenbergern rückte er zur Saison 2020/21 in den Kader der dritten Mannschaft, ASC Rapid Kapfenberg. Für Rapid kam er bis zum COVID-bedingten Saisonabbruch zu sechs Einsätzen in der sechstklassigen Unterliga.
Zur Saison 2021/22 wurde Kerschner Teil des Kaders der Amateure der KSV. Für diese kam er in seinem ersten Halbjahr zu zehn Einsätzen in der fünftklassigen Oberliga, in denen er zehn Tore erzielte. Daraufhin erhielt er im Februar 2022 einen Profivertrag bei den Steirern. Im selben Monat debütierte er dann auch in der 2. Liga, als er am 17. Spieltag der Saison 2021/22 gegen den FC Wacker Innsbruck in der Startelf stand. Bis Saisonende kam er zu drei Zweitligaeinsätzen.
Nach einem weiteren Einsatz bis zur Winterpause 2022/23 wechselte Kerschner im Jänner 2023 leihweise zum Landesligisten SCU Kilb. Für Kilb machte er bis Saisonende 14 Spiele in der Landesliga, in denen er sechsmal traf. In der Saison 2023/24 kam er bis zur Winterpause zu 14 weiteren Einsätzen, ehe er im Jänner 2024 an den Regionalligisten SCU Ardagger weiterverliehen wurde. Für die Niederösterreicher absolvierte er elf Partien in der Regionalliga, aus der er mit dem Team aber abstieg. Zur Saison 2024/25 wurde er auf Kooperationsbasis an den steirischen Regionalligisten SV Wildon verliehen. Für Wildon kam er aber nicht zum Einsatz, für Kapfenberg absolvierte er in jener Spielzeit 18 Zweitligapartien. Nach der Saison 2024/25 verließ er den Verein.